# RePeFeNe
Rybnickie Prezentacje Filmu Niezależnego „RePeFeNe” – międzynarodowy festiwal twórców niezależnych w Rybniku, pierwsza edycja festiwalu odbyła się w 2002 roku. W ramach festiwalu odbywa się pokaz filmów konkursowych w trzech kategoriach: fabuła, eksperyment i film dokumentalny.

## Laureaci edycji 2002
"Czerwony autobus", reż. Mirosław Ropiak

## Laureaci edycja 2003
"Dziewczynka", reż. Piotr Matwiejczyk

## Laureaci edycji 2004
- Najlepszy film fabularny

"Czerwony kapturek", reż. Grzegorz Gawron AKF Oświęcim
- Najlepszy film eksperymentalny

"Wilgoć", reż. Daniel Wawrzyniak, Kłodzko
- Najlepszy film dokumentalny

"31.08.03", reż. Ita Zbroniec-Zajt, Weronika Bilska, Wrocław
- Nagroda publiczności

"They two", reż. Kamil Horzela, Rybnik

## Laureaci edycja 2005
- Dwie równorzędne nagrody REPEFENE za najlepszy film dla

"Ściany są za drzwiami" reż. Voytek Szczytko

"Brat czeka na końcu drogi" reż. Waldemar Grzesik
- Dwa wyróżnienia:

za film dokumentalny "Miejsce", reż. Wojciech Szwiec

za film fabularny "Intelekt Kollapse" reż. Krzysztof Włodarski i Jacek Katarzyński
- Nagrodę Specjalną

dla Eugeniusza Klucznioka za znaczące osiągnięcia w filmie niezależnym.

## Laureaci edycja 2006
- Najlepszy film fabularny

"Bar na rogu", reż. Szymon Jakubowski, Kraków 
- Najlepszy film eksperymentalny

"Podróż", reż. Barbara Kasperczyk-Jankowska, Mikołów 
- Najlepszy film dokumentalny

"Motyle", reż. Marek Kosowiec, Tuczno 
- Nagroda Publiczności

"Bar na rogu", reż. Szymon Jakubowski, Kraków

## Laureaci edycji 2007
- Najlepszy film fabularny

"Najświętsze słowa naszego życia", reż. Waldemar Grzesik, Toruń.
- Najlepszy film eksperymentalny

"Sen", reż. Przemysław Filipowicz, Bolesławiec
- Najlepszy film dokumentalny

"Ciawasy", reż. Jarosław Antoszczyk, Łódź
- Nagroda Publiczności

"Próba mikrofonu", reż. Tomasz Jurkiewicz, Trzebina

## Laureaci edycji 2008
- Najlepszy film fabularny

"Raz , dwa , trzy", reż Aleksandra Ząb, Wrocław.
- Najlepszy film dokumentalny

" Pięknie jest żyć", reż Przemysław Filipowicz, Bolesławiec
- Najlepszy film eksperymentalny

"Drzewo", reż. Michał Mróz, Warszawa
- Nagroda Publiczności

"Umbra", reż. Agnieszka Kostyra, Warszawa